# Knyszyn (gmina)
La gmina de Knyszyn est une commune urbaine-rurale polonaise de la voïvodie de Podlachie et du powiat de Mońki. Elle s'étend sur 127,68 km2 et comptait 4.942 habitants en 2006. Son siège est la ville de Knyszyn qui se situe à environ 13 kilomètres au sud-est de Mońki et à 28 kilomètres au nord-ouest de Białystok.

## Villages
Hormis la ville de Knyszyn, la gmina de Knyszyn comprend les villages et localités de Chobotki, Czechowizna, Grądy, Guzy, Jaskra, Kalinówka Kościelna, Knyszyn-Cisówka, Knyszyn-Zamek, Lewonie, Nowiny Kasjerskie, Nowiny-Zdroje, Ogrodniki, Poniklica, Stoczek, Wodziłówka, Wojtówce et Zofiówka.

## Gminy voisines
La gmina de Knyszyn est voisine des gminy de Czarna Białostocka, Dobrzyniewo Duże, Jasionówka, Krypno et Mońki.